# Lerista robusta
Lerista robusta är en ödleart som beskrevs av  Storr 1990. Lerista robusta ingår i släktet Lerista och familjen skinkar. Inga underarter finns listade i Catalogue of Life.